# Alegorický vůz

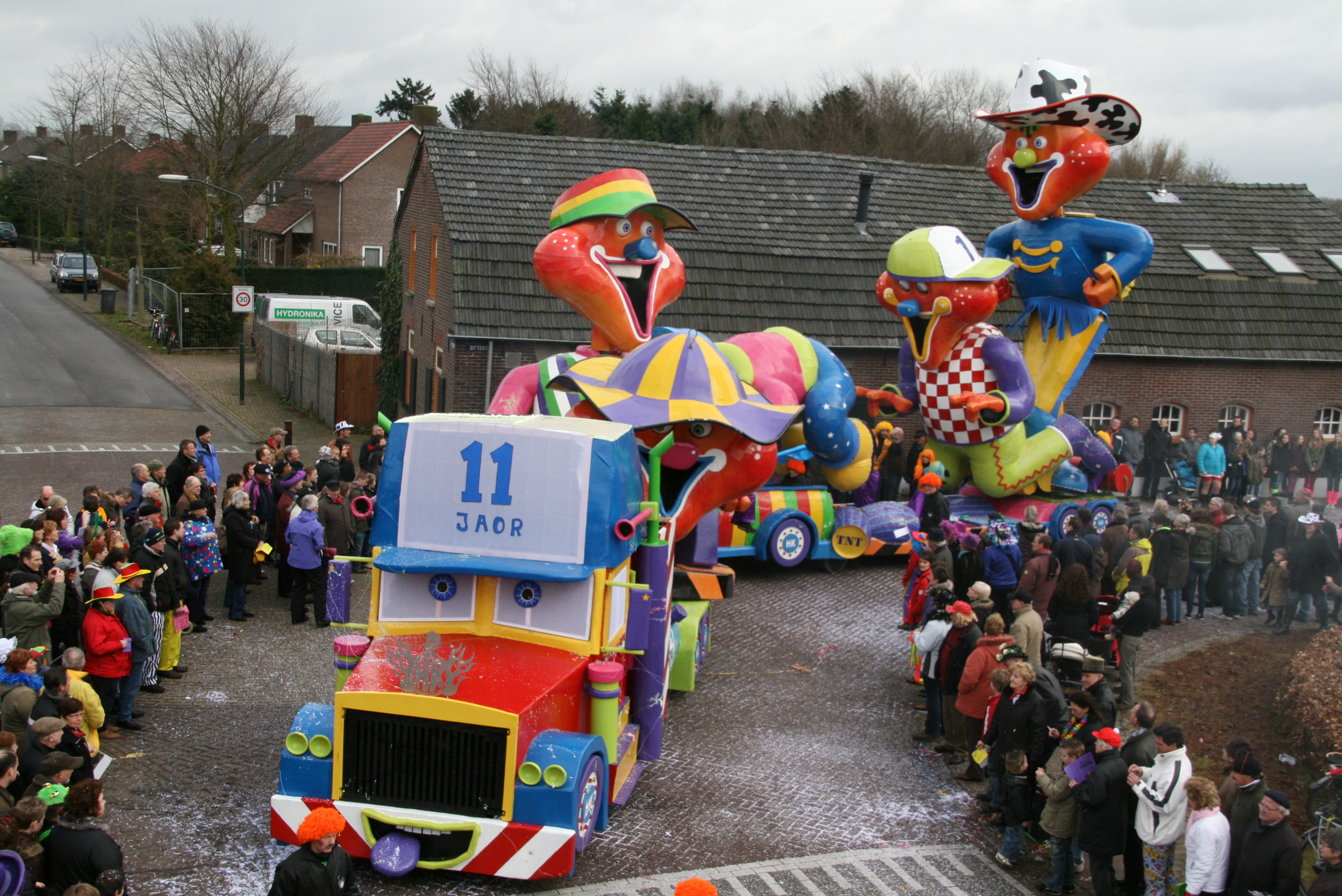
Alegorické vozy na karnevalu v Brabantsku

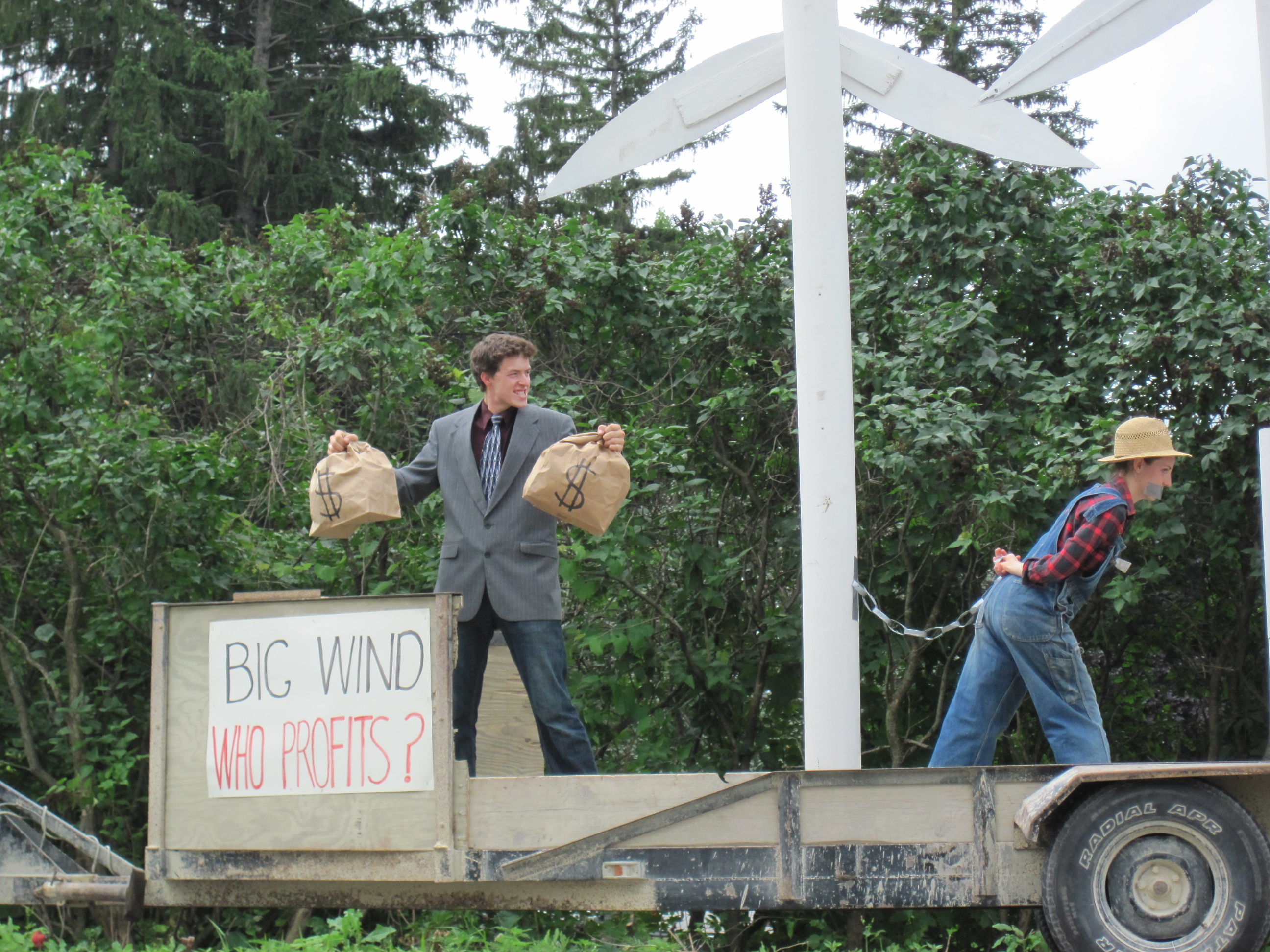
Demonstrace proti stavbě větrných elektráren v Minnesotě

Alegorický vůz je označení pro valník s tematickou výzdobou, který je součástí slavnostního průvodu. Figuríny či nápisy na vozech jsou vytvořeny z látky, papírmaše, polystyrénu nebo živých květin, na korbách se také často vezou kostýmovaní lidé vytvářející živé obrazy.
Ve středověku byly součástí pašijových her vozy, jejichž výzdobu zajišťovaly jednotlivé cechy. V Londýně se od 16. století pořádá Lord Mayor's Show, které se účastní dekorativní vozidla a lodě. Soutěž o nejoriginálněji a nejefektněji vyzdobený alegorický vůz je tradiční součástí karnevalů, například ve Viareggiu, Rio de Janeiru nebo neworleánského Mardi Gras. V USA jsou defilé alegorických vozů spojena s oslavami Dne díkůvzdání, známá je také novoroční Rose Parade v Pasadeně. V mnoha městech Beneluxu se pořádají populární průvody zvané Bloemencorso, při kterých se na vozech vytvářejí sochy z květin. Automobily vybavené hudební aparaturou, zvané lovemobiles, se uplatňují při akcích technoparade. Alegorické vozy bývají také použity k názorné agitaci při různých demonstracích. 
Oslavy Svátku práce v komunistických zemích bývaly spojeny s řadami alegorických vozů, na kterých se vezla politická hesla, herci předváděli výjevy na aktuální témata nebo se podniky prezentovaly svými úspěchy.